# Otok (gmina Cerknica)
Otok – wieś w Słowenii, w gminie Cerknica. W 2018 roku liczyła 22 mieszkańców.